# Kościół św. Tymoteusza w Białężynie
Kościół św. Tymoteusza – kościół parafialny zlokalizowany we wsi Białężyn, w gminie Murowana Goślina (województwo wielkopolskie).
Kościół powstał w latach 1823-1825 z fundacji prymasa Polski - Tymoteusza Gorzeńskiego. Parafia istniała tutaj już w XII wieku - biskupi poznańscy fundowali wcześniejsze, drewniane świątynie. W 1945 kościół uległ spaleniu przez nazistów. Odbudowany po zakończeniu wojny, w 1948. Obok stoi plebania z lat 30. XX wieku. Przed plebanią figura św. Józefa ufundowana przez dzieci pierwszokomunijne z ks. proboszczem Dariuszem Macioszkiem w 2012 z okazji 100-lecia plebanii. Na krzyżu misyjnym tabliczka z 2010. Przy kościele grobowiec Antoniny z Ośmianowskich Żelichowskiej, Szwabowej, a także grób ks. Józefa Pałkowskiego (5.3.1867-30.4.1905), miejscowego proboszcza. Przy świątyni stoi skromna, drewniana dzwonnica.

## Galeria

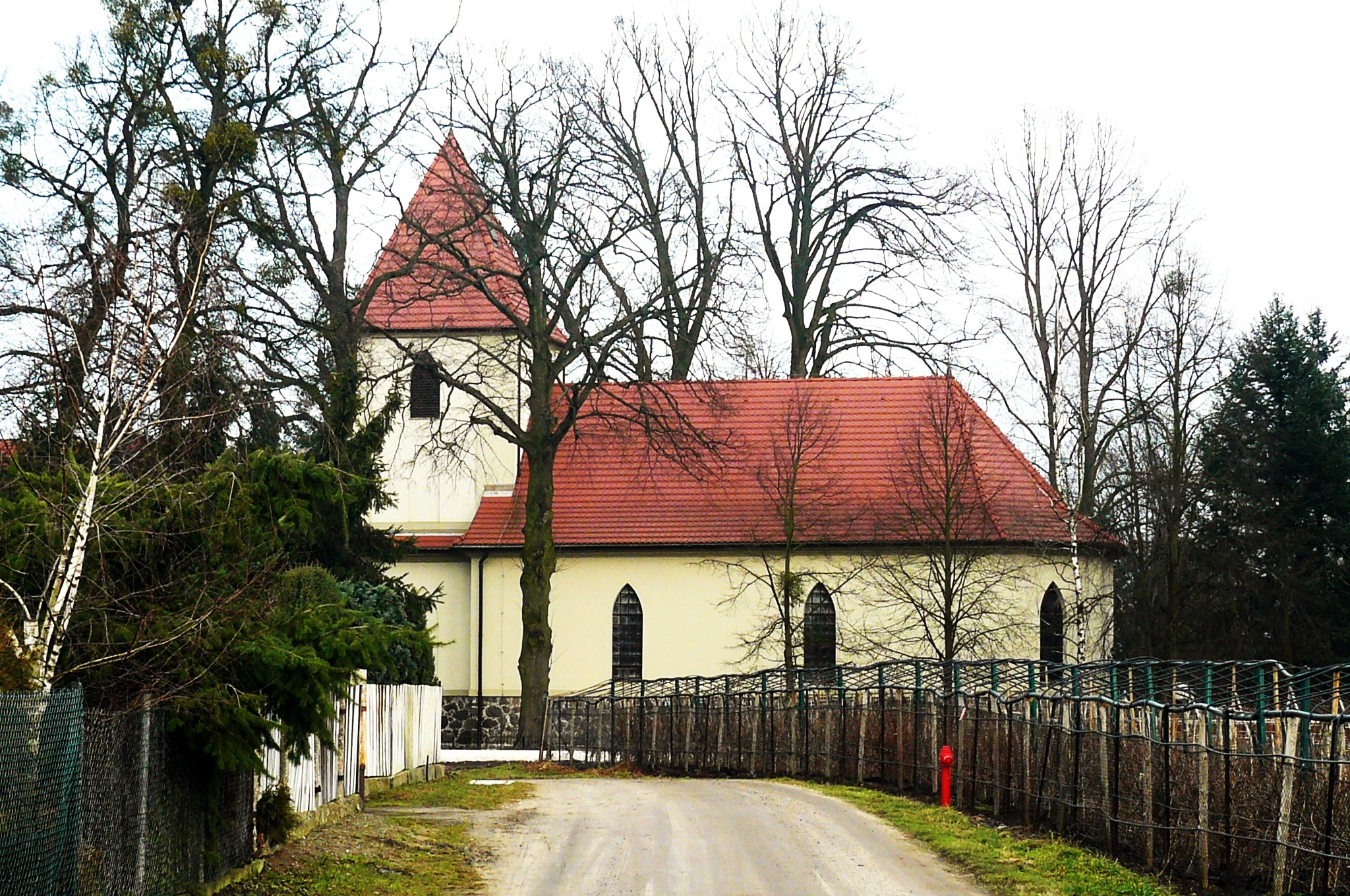
Elewacja boczna
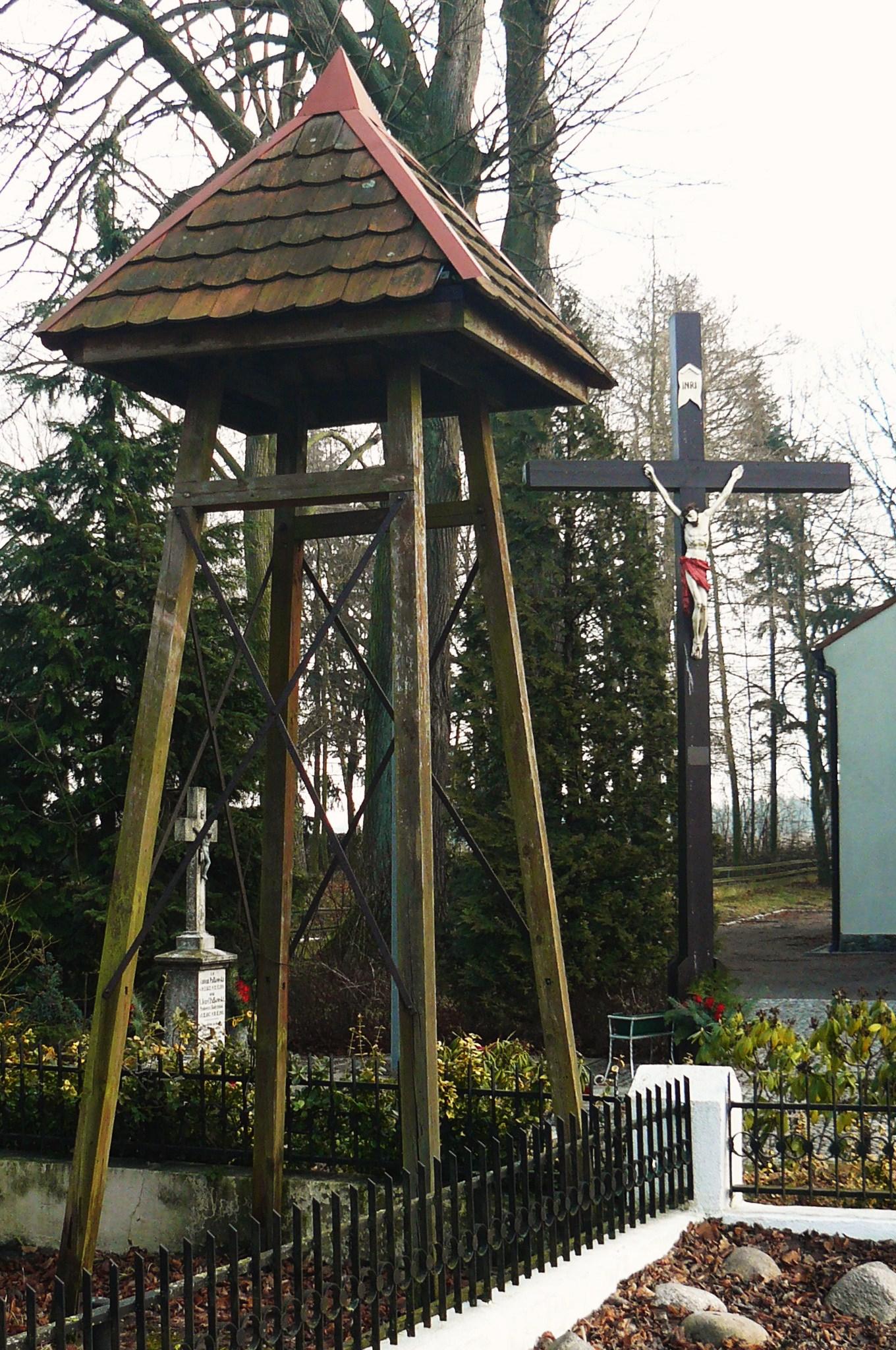
Dzwonnica
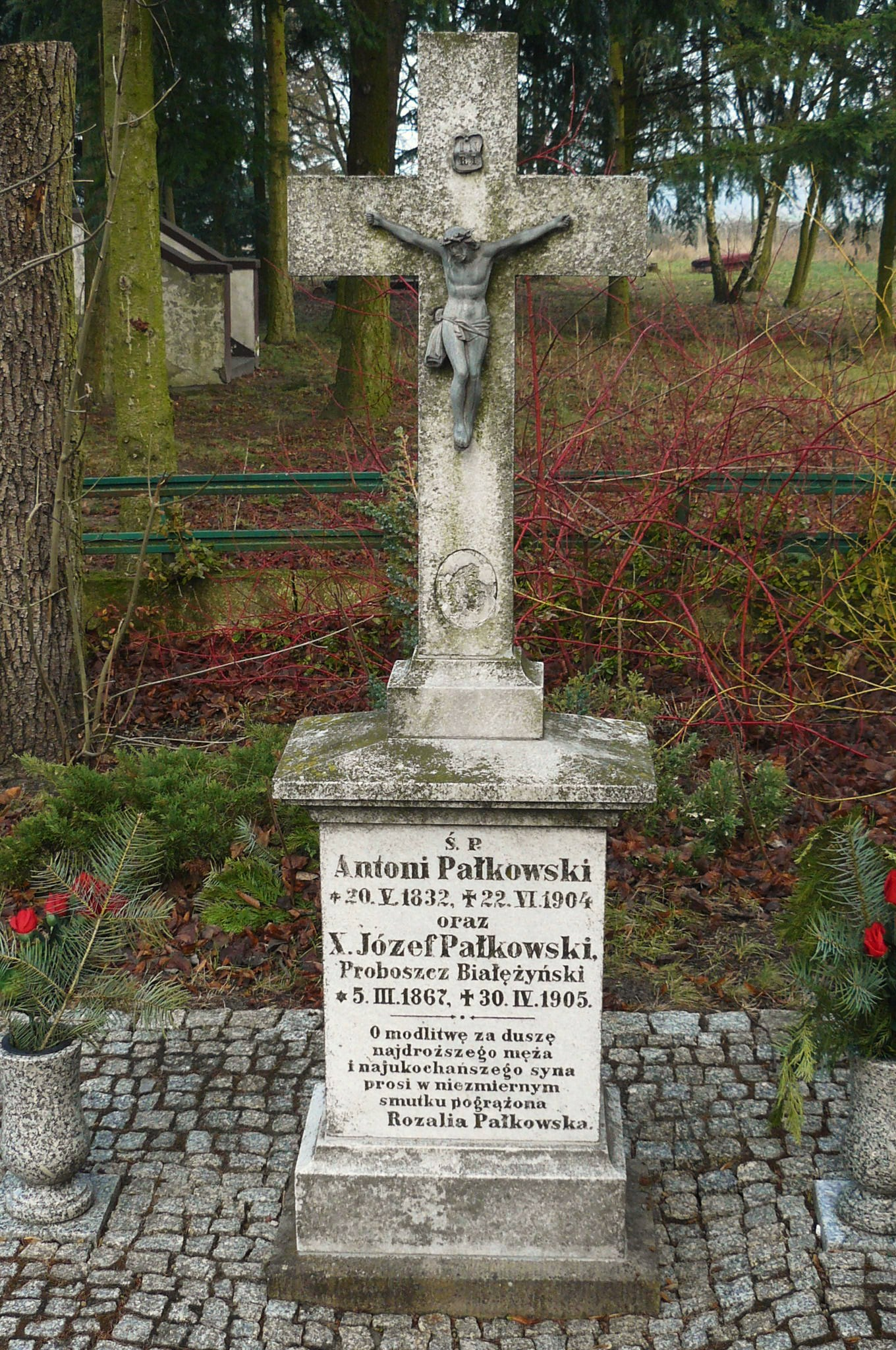
Grób Pałkowskiego